# Liste der britischen Abgeordneten zum EU-Parlament (2004–2009)
Die Liste der britischen Abgeordneten zum EU-Parlament (2004–2009) listet alle britischen Mitglieder des 6. Europäischen Parlaments nach der Europawahl im Vereinigtes Königreich 2004.

## Mandatsstärke der Parteien
- GUE/NGL: 1
- SPE: 19
- G/EFA: 5
- NI: 2
- ALDE: 12
- EVP-ED: 27
- I/D: 12

| Nationale Partei                        | Mandate               | Fraktion                                                                                       |
| --------------------------------------- | --------------------- | ---------------------------------------------------------------------------------------------- |
| Conservative Party (Cons)               | 24                    | Fraktion der Europäischen Volkspartei und Europäischer Demokraten (EVP-ED)                     |
| Scottish Conservative Party (SCP)       | 02                    | Fraktion der Europäischen Volkspartei und Europäischer Demokraten (EVP-ED)                     |
| Ulster Unionist Party (UUP)             | 01                    | Fraktion der Europäischen Volkspartei und Europäischer Demokraten (EVP-ED)                     |
| Labour Party                            | 19                    | Sozialdemokratische Fraktion im Europäischen Parlament (SPE)                                   |
| Liberal Democrats (LibDem)              | 11                    | Fraktion der Allianz der Liberalen und Demokraten für Europa (ALDE)                            |
| Scottish Liberal Democrats (SLD)        | 01                    | Fraktion der Allianz der Liberalen und Demokraten für Europa (ALDE)                            |
| UK Independence Party (UKIP)            | 12                    | Fraktion Unabhängigkeit/Demokratie (I/D)                                                       |
| UK Independence Party (UKIP)            | 11 (ab Aug. 2004)     | Fraktion Unabhängigkeit/Demokratie (I/D)                                                       |
| UK Independence Party (UKIP)            | 10 (ab 27. Okt. 2004) | Fraktion Unabhängigkeit/Demokratie (I/D)                                                       |
| Green Party of England and Wales (GPEW) | 02                    | Die Grünen/Europäische Freie Allianz (G/EFA)                                                   |
| Scottish National Party (SNP)           | 02                    | Die Grünen/Europäische Freie Allianz (G/EFA)                                                   |
| Plaid Cymru                             | 01                    | Die Grünen/Europäische Freie Allianz (G/EFA)                                                   |
| Sinn Féin (SF)                          | 01                    |  Konföderale Fraktion der Vereinten Europäischen Linken/ 000Nordischen Grünen Linken (GUE/NGL) |
| Conservative Party (Cons)               | 01                    | Fraktionslose Abgeordnete (NI)                                                                 |
| Democratic Unionist Party (DUP)         | 01                    | Fraktionslose Abgeordnete (NI)                                                                 |
| Parteilose Abgeordnete                  | 01 (ab Aug. 2004)     | Fraktionslose Abgeordnete (NI)                                                                 |
| UK Independence Party (UKIP)            | 01 (ab 27. Okt. 2004) | Fraktionslose Abgeordnete (NI)                                                                 |
| Gesamt                                  | 78                    |                                                                                                |

## Abgeordnete
| Bild | Name                      | von           | bis           | Partei        | Fraktion | Anmerkungen |
| ---- | ------------------------- | ------------- | ------------- | ------------- | -------- | --- |
|      | Jim Allister              | 20. Juli 2004 | 13. Juli 2009 | DUP           | NI       | |
|      | Richard Ashworth          | 20. Juli 2004 | 13. Juli 2009 | Cons          | EVP-ED   | |
|      | Robert Atkins             | 20. Juli 2004 | 13. Juli 2009 | Cons          | EVP-ED   | |
|      | Elspeth Attwooll          | 20. Juli 2004 | 13. Juli 2009 | SLD           | ALDE     | |
|      | Gerard Batten             | 20. Juli 2004 | 13. Juli 2009 | UKIP          | I/D      | |
|      | Christopher Beazley       | 20. Juli 2004 | 13. Juli 2009 | Cons          | EVP-ED   | |
|      | Godfrey Bloom             | 20. Juli 2004 | 13. Juli 2009 | UKIP          | I/D      | |
|      | Graham Booth              | 20. Juli 2004 | 13. Juli 2009 | UKIP          | I/D      | |
|      | John Bowis                | 20. Juli 2004 | 13. Juli 2009 | Cons          | EVP-ED   | |
|      | Sharon Margaret Bowles    | 12. Mai 2005  | 13. Juli 2009 | LibDem        | ALDE     | Nachgerückt für Chris Huhne                                                                                    |
|      | Philip Bradbourn          | 20. Juli 2004 | 13. Juli 2009 | Cons          | EVP-ED   | |
|      | Bairbre de Brún           | 20. Juli 2004 | 13. Juli 2009 | SF            | GUE/NGL  | |
|      | Philip Bushill-Matthews   | 20. Juli 2004 | 13. Juli 2009 | Cons          | EVP-ED   | |
|      | Martin Callanan           | 20. Juli 2004 | 13. Juli 2009 | Cons          | EVP-ED   | |
|      | Michael Cashman           | 20. Juli 2004 | 13. Juli 2009 | Labour        | SPE      | |
|      | Giles Chichester          | 20. Juli 2004 | 13. Juli 2009 | Cons          | EVP-ED   | |
|      | Derek Roland Clark        | 20. Juli 2004 | 13. Juli 2009 | UKIP          | I/D      | |
|      | Richard Corbett           | 20. Juli 2004 | 13. Juli 2009 | Labour        | SPE      | |
|      | Chris Davies              | 20. Juli 2004 | 13. Juli 2009 | LibDem        | ALDE     | |
|      | Nirj Deva                 | 20. Juli 2004 | 13. Juli 2009 | Cons          | EVP-ED   | |
|      | Den Dover                 | 20. Juli 2004 | 13. Juli 2009 | Cons          | EVP-ED   | |
|      | Andrew Duff               | 20. Juli 2004 | 13. Juli 2009 | LibDem        | ALDE     | |
|      | James Elles               | 20. Juli 2004 | 13. Juli 2009 | Cons          | EVP-ED   | |
|      | Jill Evans                | 20. Juli 2004 | 13. Juli 2009 | Plaid         | G/EFA    | |
|      | Jonathan Evans            | 20. Juli 2004 | 13. Juli 2009 | Cons          | EVP-ED   | |
|      | Robert Evans              | 20. Juli 2004 | 13. Juli 2009 | Labour        | SPE      | |
|      | Nigel Farage              | 20. Juli 2004 | 13. Juli 2009 | UKIP          | I/D      | |
|      | Glyn Ford                 | 20. Juli 2004 | 13. Juli 2009 | Labour        | SPE      | |
|      | Neena Gill                | 20. Juli 2004 | 13. Juli 2009 | Labour        | SPE      | |
|      | Fiona Hall                | 20. Juli 2004 | 13. Juli 2009 | LibDem        | ALDE     | |
|      | Daniel Hannan             | 20. Juli 2004 | 13. Juli 2009 | Cons          | EVP-ED   | |
|      | Malcolm Harbour           | 20. Juli 2004 | 13. Juli 2009 | Cons          | EVP-ED   | |
|      | Christopher Heaton-Harris | 20. Juli 2004 | 13. Juli 2009 | Cons          | EVP-ED   | |
|      | Roger Helmer              | 20. Juli 2004 | 13. Juli 2009 | Cons          | NI       | |
|      | Mary Honeyball            | 20. Juli 2004 | 13. Juli 2009 | Labour        | SPE      | |
|      | Richard Howitt            | 20. Juli 2004 | 13. Juli 2009 | Labour        | SPE      | |
|      | Ian Hudghton              | 20. Juli 2004 | 13. Juli 2009 | SNP           | G/EFA    | |
|      | Stephen Hughes            | 20. Juli 2004 | 13. Juli 2009 | Labour        | SPE      | |
|      | Chris Huhne               | 20. Juli 2004 | 10. Mai 2005  | LibDem        | ALDE     | Nachrückerin: Sharon Margaret Bowles                                                                           |
|      | Caroline Jackson          | 20. Juli 2004 | 13. Juli 2009 | Cons          | EVP-ED   | |
|      | Syed Kamall               | 12. Mai 2005  | 13. Juli 2009 | Cons          | EVP-ED   | Nachgerückt für Theresa Villiers                                                                               |
|      | Sajjad Karim              | 20. Juli 2004 | 13. Juli 2009 | LibDem        | ALDE     | |
|      | Robert Kilroy-Silk        | 20. Juli 2004 | 13. Juli 2009 | UKIP          | I/DNI    | Fraktionsaustritt am 27. Oktober 2004                                                                          |
|      | Glenys Kinnock            | 20. Juli 2004 | 13. Juli 2009 | Labour        | SPE      | |
|      | Timothy Kirkhope          | 20. Juli 2004 | 13. Juli 2009 | Cons          | EVP-ED   | |
|      | Roger Knapman             | 20. Juli 2004 | 13. Juli 2009 | UKIP          | I/D      | |
|      | Jean Lambert              | 20. Juli 2004 | 13. Juli 2009 | GPEW          | G/EFA    | |
|      | Caroline Lucas            | 20. Juli 2004 | 13. Juli 2009 | GPEW          | G/EFA    | |
|      | Sarah Ludford             | 20. Juli 2004 | 13. Juli 2009 | LibDem        | ALDE     | |
|      | Elizabeth Lynne           | 20. Juli 2004 | 13. Juli 2009 | LibDem        | ALDE     | |
|      | David Martin              | 20. Juli 2004 | 13. Juli 2009 | Labour        | SPE      | |
|      | Linda McAvan              | 20. Juli 2004 | 13. Juli 2009 | Labour        | SPE      | |
|      | Arlene McCarthy           | 20. Juli 2004 | 13. Juli 2009 | Labour        | SPE      | |
|      | Edward McMillan-Scott     | 20. Juli 2004 | 13. Juli 2009 | Cons          | EVP-ED   | |
|      | Claude Moraes             | 20. Juli 2004 | 13. Juli 2009 | Labour        | SPE      | |
|      | Eluned Morgan             | 20. Juli 2004 | 13. Juli 2009 | Labour        | SPE      | |
|      | Ashley Mote               | 20. Juli 2004 | 13. Juli 2009 | UKIPparteilos | NIITSNI  | Parteiausschluss im August 2004; Fraktionsbeitritt am 15. Januar 2007, Fraktionsauflösung am 14. November 2007 |
|      | Mike Nattrass             | 20. Juli 2004 | 13. Juli 2009 | UKIP          | I/D      | |
|      | Bill Newton Dunn          | 20. Juli 2004 | 13. Juli 2009 | LibDem        | ALDE     | |
|      | Emma Harriet Nicholson    | 20. Juli 2004 | 13. Juli 2009 | LibDem        | ALDE     | |
|      | James Frederick Nicholson | 20. Juli 2004 | 13. Juli 2009 | UUP           | EVP-ED   | |
|      | Geoffrey Van Orden        | 20. Juli 2004 | 13. Juli 2009 | Cons          | EVP-ED   | |
|      | Neil Parish               | 20. Juli 2004 | 13. Juli 2009 | Cons          | EVP-ED   | |
|      | John Purvis               | 20. Juli 2004 | 13. Juli 2009 | SCP           | EVP-ED   | |
|      | Brian Simpson             | 28. Aug. 2006 | 13. Juli 2009 | Labour        | SPE      | Nachgerückt für Terence Wynn                                                                                   |
|      | Peter Skinner             | 20. Juli 2004 | 13. Juli 2009 | Labour        | SPE      | |
|      | Alyn Smith                | 20. Juli 2004 | 13. Juli 2009 | SNP           | G/EFA    | |
|      | Struan Stevenson          | 20. Juli 2004 | 13. Juli 2009 | SCP           | EVP-ED   | |
|      | Catherine Stihler         | 20. Juli 2004 | 13. Juli 2009 | Labour        | SPE      | |
|      | Robert Sturdy             | 20. Juli 2004 | 13. Juli 2009 | Cons          | EVP-ED   | |
|      | David Sumberg             | 20. Juli 2004 | 13. Juli 2009 | Cons          | EVP-ED   | |
|      | Charles Tannock           | 20. Juli 2004 | 13. Juli 2009 | Cons          | EVP-ED   | |
|      | Jeffrey Titford           | 20. Juli 2004 | 13. Juli 2009 | UKIP          | I/D      | |
|      | Gary Titley               | 20. Juli 2004 | 13. Juli 2009 | Labour        | SPE      | |
|      | Theresa Villiers          | 20. Juli 2004 | 10. Mai 2005  | Cons          | EVP-ED   | Nachrücker: Syed Kamall                                                                                        |
|      | Diana Wallis              | 20. Juli 2004 | 13. Juli 2009 | LibDem        | ALDE     | |
|      | Graham Watson             | 20. Juli 2004 | 13. Juli 2009 | LibDem        | ALDE     | |
|      | Phillip Whitehead         | 20. Juli 2004 | 31. Dez. 2005 | Labour        | SPE      | Nachrücker: Glenis Willmott                                                                                    |
|      | John Whittaker            | 20. Juli 2004 | 13. Juli 2009 | UKIP          | I/D      | |
|      | Glenis Willmott           | 1. Jan. 2006  | 13. Juli 2009 | Labour        | SPE      | Nachgerückt für Phillip Whitehead                                                                              |
|      | Thomas Wise               | 20. Juli 2004 | 13. Juli 2009 | UKIP          | I/D      | |
|      | Terence Wynn              | 20. Juli 2004 | 27. Aug. 2006 | Labour        | SPE      | Nachrücker: Brian Simpson                                                                                      |